# Трупіал кубинський

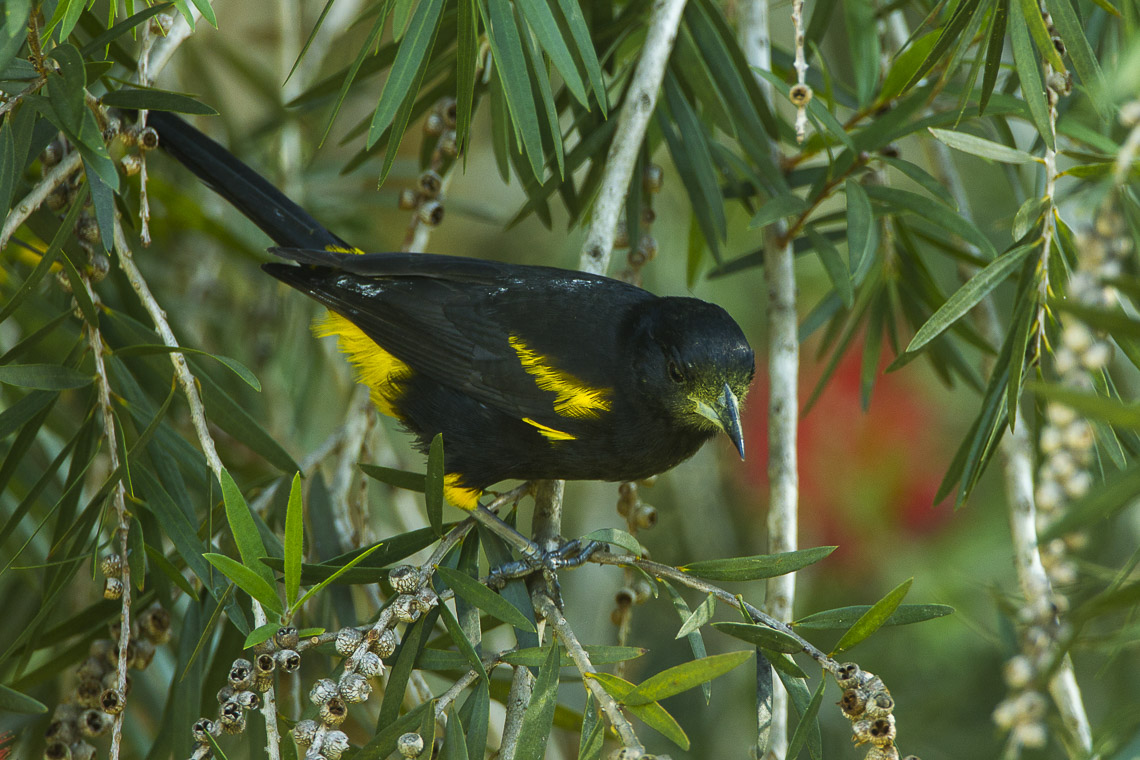
Кубинський трупіал

Трупіа́л кубинський (Icterus melanopsis) — вид горобцеподібних птахів родини трупіалових (Icteridae). Ендемік Куби. До 2010 року вважався конспецифічним з багамським, антильським і пуерто-риканським трупіалами.

## Опис
Довжина птаха становить 20 см, вага 30-42 г. Забарвлення переважно чорне, на плечах, надхвісті і стегнах жовті плями. Виду не притаманний статевий диморфізм. Молоді птахи мають переважно оливкове забарвлення.

## Поширення і екологія
Кубинські трупіали мешкають на Кубі та на сусідньому острові Ісла-де-ла-Хувентуд. Вони живуть у вологих і сухих тропічних лісах, в садах і на плантаціях, на висоті до 1000 м над рівнем моря. Живляться комахами, соковитими плодами та нектаром бананів, цитрусових і еритрін. Вони проколюють квітку біля основи, таким чином "викрадаючи" нектар і не беручи участі у запиленні. Сезон розмноження триває з лютого по липень. Кубинські трупіали є моногамними птахами, утворюють тривалі пари. Їхні гнізда мають чашоподібну форму, роблиться з пальмового і бананового листя і рослинних волокон та підвішуються на дереві. В кладці 3 зеленувато-білих, поцяткованих сірими або оливковими плямками яйця.